# Bábar
Bábar (mongolsky Баабар, rodným jménem Bat-Erdenín Batbajar, Бат-Эрдэнийн Батбаяр, * 1954, Cecerleg, Severochangajský ajmag, Mongolsko) je mongolský politolog, spisovatel a politik.

## Život
Batbajar roku 1972 vystudoval střední školu v Ulánbátaru, v letech 1972–1973 absolvoval přípravný kurz na Mongolské státní univerzitě. V roce 1973 se přestěhoval do Krakova v Polsku, kde v letech 1973–1980 studoval na Jagellonské univerzitě. V roce 1981 se vrátil do Mongolska a na Mongolské státní univerzitě absolvoval obor biochemie. Později, v letech 1987 až 1989, studoval v Sovětském svazu na Lomonosovově univerzitě v Moskvě.
V letech 1981–1991 pracoval jako výzkumný pracovník v Centru mikrobiologického výzkumu a výroby a v roce 1990 získal stipendium na Královské univerzitě v Londýně. V roce 1991 se stal předsedou Mongolské sociálně demokratické strany, v roce 1994 na tuto funkci rezignoval.
V roce 1996 byl zvolen poslancem Velkého státního churalu (mongolského parlamentu). V letech 1998 až 1999 byl ministrem financí. Po porážce v parlamentních volbách v roce 2004 pracoval v letech 2004 až 2005 jako poradce premiéra Mongolska pro zahraniční politiku.
Od roku 2006 vede nakladatelství Nepko. V roce 2009 mu bylo uděleno Státní vyznamenání Mongolska za knihu Historie Mongolska.

## Publikace
- Buu Mart. Martval Sonono (Nezapomeňte. Opačném případě budeme odsouzeni), 1989
- Historie Mongolska, 1996
- Altan Gurvalzhin (Golden Triangle)[zdroj?]